# つるぎ (列車)
つるぎは、西日本旅客鉄道（JR西日本）が、北陸新幹線の主に富山駅 - 敦賀駅間で運行している特別急行列車の愛称である。

## 概要
2015年（平成27年）3月14日の北陸新幹線長野駅 - 金沢駅開業により、同線富山駅 - 金沢駅間を結ぶシャトル列車として設定された。以前は京阪神方面からの特急「サンダーバード」の半数以上、および中京方面からの特急「しらさぎ」の多くが金沢駅を超えて富山駅まで運行されていたが、新幹線開業と並行在来線区間の第3セクター鉄道化により、金沢以東を走行する特急列車は七尾線直通を除いて廃止されたため、これを置き換えたものである。通常ダイヤ設定上も金沢駅で特急「サンダーバード」「しらさぎ」「おはようエクスプレス」「おやすみエクスプレス」「ダイナスター」と接続する運行形態とされた。
その後、2024年（令和6年）3月16日の金沢駅 - 敦賀駅間開業に際し、運転区間を富山駅 - 敦賀駅間に延長、多くの列車が敦賀駅で特急「サンダーバード」「しらさぎ」と接続する形態に改められた。

### 列車名の由来

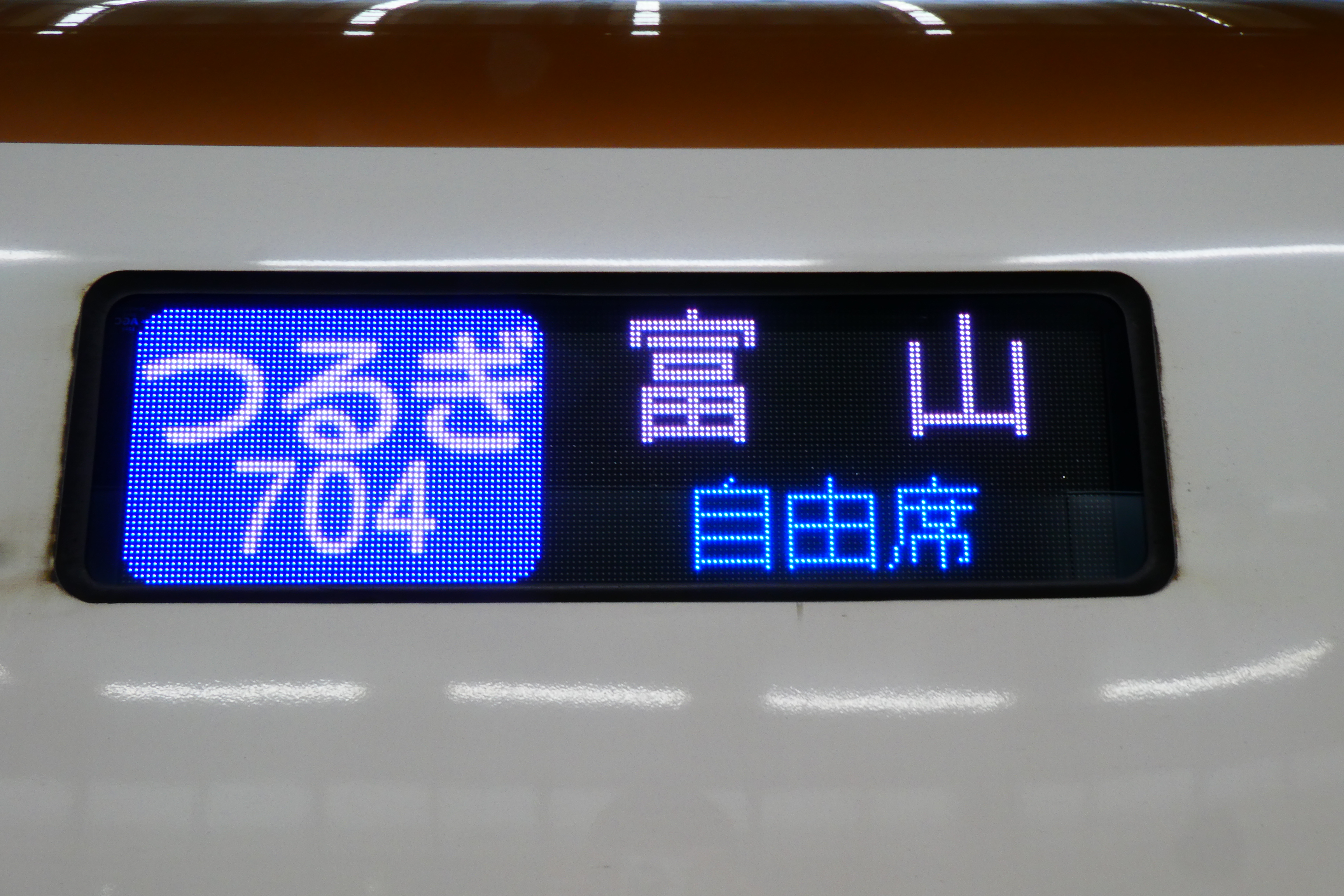
車両側面の行先表示機での案内。

列車名は北陸本線の沿線にある立山連峰の剱岳より採られた。北陸新幹線の列車名は公募によって決定され、「つるぎ」は第4位であった（第1位は「はくたか」）。選定理由は、「かつて北陸と関西を結んだ列車として馴染み深いため」とされる。

## 運行概況
2024年3月16日の金沢駅 - 敦賀駅間開業後は富山駅 - 敦賀駅間19往復、金沢駅 - 敦賀駅間7.5往復、富山駅 - 金沢駅間1往復が運転されている。
富山駅 - 敦賀駅間18往復と金沢駅 - 敦賀駅間7往復は敦賀駅で特急「サンダーバード」に接続し、うち15往復は特急「しらさぎ」にも接続する。
金沢駅 - 敦賀駅間で途中福井駅のみに停車する速達型列車が富山駅発着で5往復、金沢駅発着で4往復の合計9往復設定され、いずれも敦賀駅で「しらさぎ」には接続せず「サンダーバード」のみに接続する。残る16往復は各駅停車である。
在来線特急に接続する列車の号数は1 - 50号、接続しない列車の号数は60 - 64号となっている。なお敦賀駅で直近に接続する「サンダーバード」との間では、大阪方面、金沢・富山方面の双方向とも「接続元の列車の号数（奇数）+1=接続先の列車の号数（偶数）」という法則性があり、臨時列車の79号以降においてもこれを踏襲している。

### 停車駅
| 号数        | 本数    | 富山駅 | 新高岡駅 | 金沢駅 | 小松駅 | 加賀温泉駅 | 芦原温泉駅 | 福井駅 | 越前たけふ駅 | 敦賀駅 | 敦賀駅での接続列車       |
| ----------- | ------- | ------ | -------- | ------ | ------ | ---------- | ---------- | ------ | ------------ | ------ | ------------------------ |
| 1号 - 50号  | 5往復   | ●      | ●        | ●      | ー     | ー         | ー         | ●      | ー           | ●      | サンダーバード           |
| 1号 - 50号  | 13往復  | ●      | ●        | ●      | ●      | ●          | ●          | ●      | ●            | ●      | サンダーバード、しらさぎ |
| 1号 - 50号  | 4往復   |        |          | ●      | ー     | ー         | ー         | ●      | ー           | ●      | サンダーバード           |
| 1号 - 50号  | 3往復   |        |          | ●      | ●      | ●          | ●          | ●      | ●            | ●      | サンダーバード、しらさぎ |
| 60号 - 64号 | 1往復   | ●      | ●        | ●      | ●      | ●          | ●          | ●      | ●            | ●      |                          |
| 60号 - 64号 | 上り1本 |        |          | ●      | ●      | ●          | ●          | ●      | ●            | ●      |                          |
| 60号 - 64号 | 1往復   | ●      | ●        | ●      |        |            |            |        |              |        |                          |

凡例
- ●：停車
- －：通過

### 使用車両・編成
W7系電車（JR西日本白山総合車両所所属）およびE7系電車（JR東日本長野新幹線車両センター・新潟新幹線車両センター所属）が使用されている。
W7系・E7系ともに12両編成で、普通車のうち1・2号車が自由席、3 - 10号車が指定席、11号車がグリーン車指定席、12号車がグランクラスとなる。在来線特急「サンダーバード」「しらさぎ」と接続しない早朝・深夜帯の列車（号数60番台）については自由席が1 - 4号車に拡大される。なお、2025年1月14日より「つるぎ7号」は平日のみ3号車も自由席となる。

### 過去の運行体系
2015年の運行開始時は、富山駅 - 金沢駅間で18往復設定され、号数は700 - 735号が付番されていた。
W7系・E7系ともに12両編成だが、2024年3月16日のダイヤ改正までは、本列車では12号車（グランクラス）および8 - 10号車は締め切り扱いとし、1 - 4号車を普通車自由席、5 - 7号車を普通車指定席、11号車をグリーン車として営業していた。

## 歴史
- 2013年（平成25年）10月10日：JR東日本・JR西日本が北陸新幹線の長野駅 - 金沢駅間開業後の列車名を発表。富山駅 - 金沢駅間のシャトル列車タイプの列車として、「つるぎ」の列車名が採用されることが決定[6][7]。
- 2015年（平成27年）3月14日：北陸新幹線の長野駅 - 金沢駅間開業に伴い、富山駅 - 金沢駅間のシャトル列車として運転開始[10][11][12]。
- 2024年（令和6年）3月16日：北陸新幹線の金沢駅 - 敦賀駅間開業に伴い、運転区間を富山駅 - 敦賀駅間に延長。通過駅のある列車が初めて設定される[3]。
- 2025年（令和7年）3月15日：「つるぎ11号」が富山駅始発、「つるぎ27号」が金沢駅始発となる[3]。